# Doris Harcourt
Doris Mary Thérèse Baring, baronne Ashburton (née Harcourt ; 30 mars 1900 - 9 mai 1981) est une mondaine anglaise faisant partie des « Bright Young Things » du début du XXe siècle.

## Biographie

### Jeunesse
Doris Mary Thérèse Harcourt est née le 30 mars 1900 fille de Lewis Harcourt (1er vicomte Harcourt), et de Mary Ethel Burns,,. Sa mère est la fille du banquier anglo-américain Walter Hayes Burns et de Mary Lyman Morgan (sœur de John Pierpont Morgan).
À 18 mois, ils constatent que Doris Harcourt a une jambe faible et elle est soumise à un traitement par choc électrique et des supports en acier sont mis dans ses bottes.

### Vie privée
Le 17 novembre 1924, elle épouse Alexander Baring (6e baron Ashburton), le fils unique de Francis Baring (5e baron Ashburton) et Claire Hortense. Après la mort de son père en 1938, il devient le 6e baron Ashburton. Ensemble, ils ont deux fils : 
- John Francis Harcourt Baring (1928-2020), qui devient 7e baron Ashburton et épouse Susan Mary Renwick, fille de Robert Renwick, 1er baron Renwick[7]. Ils divorcent en 1984 et il se remarie à Sarah Cornelia Spencer-Churchill, une fille de John Spencer-Churchill, une petite-nièce du premier ministre Winston Churchill.
- L'hon. Robin Alexander Baring (né en 1931), qui épouse Anne Caroline Thalia Gage (née en 1931), fille aînée du haut shérif du Shropshire, major. Edward FP Gage du Château de Combecave, en 1960.

Par son mariage, la famille Baring acquiert les célèbres émeraudes Harcourt.
Elle est décédée en 1981.